# Петрик Андрій Іванович
Андрі́й Іва́нович Пе́трик (15 жовтня 1919, с. Кутище, нині Любарський район Житомирська область — 17 травня 1990, смт. Микулинці Теребовлянський район) — український художник.

## Біографія
Учителював у селах Панасівка та Липне (1938—1939; обидва нині — Любарського району Житомирської області).
Учасник німецько-радянської війни.
Малярство опанував самотужки.
Від 1945 — в місті Збараж, 1948 — в місті Теребовля, де викладав малювання в технікумі і підгот. культосвіт. працівників (до 1958; нині вище училище культури), працював художником-оформлювачем на фабриці ялинкових прикрас, взуттєвій фабриці, у міській художній майстерні.
Від 1983 — у Микулинцях.

## Творчість
Працював у техніці олії в жанрах пейзажу, натюрморту і портрета.
Твори Петрика зберігаються в музеях та приватних колекціях.

## Виставки
Учасник виставок у містах Тернопіль (1948—1990) і Київ (1975, 1976, 1981, 1988).
Персональні виставки у містах:
- Теребовля (1980, 6 картин),
- Тернопіль (1983, 100 картин),
- Кременець,
- Монастириська (1986).

Посмертна виставка у ТОХМ (1991, 48 картин) і місті Почаїв Кременецького району (1991–1992).